# Patrice Arditti
Pour les articles homonymes, voir Arditti.
Patrice Arditti, né le 16 janvier 1949 à Paris, est un journaliste, présentateur et animateur français de télévision et de radio .

## Biographie

### Formation
Né à Paris, le 16 janvier 1949, il est l'aîné d'une famille de trois enfants. Il suit des études au lycée Claude Bernard du 16e arrondissement de Paris, puis après quelques écoles privées, se retrouve au lycée français de Lisbonne pour effectuer sa première et terminale. Après un stage de 3 mois à l'agence France Presse de Genève où il se plonge dans un milieu qui le passionne, il intègre en 1969 l'École française des attachés de presse à Paris, dont il sort trois ans plus tard, diplômé de la promotion Louis le prince Ringuet-section journalisme.

### Carrière de présentateur télévision et radio depuis 1972

#### Débuts: présentateur radio TV
En janvier 1972, il fait ses premiers pas de journaliste à RTL, rue Bayard à Paris. Reportages, chroniques, flashes de nuit, il y demeure deux ans avant d'être engagé par FR3 et envoyé en région Bourgogne. Il est ensuite muté à FR3 Pays-de-Loire, où il présente comme à Dijon des journaux télévisés. En parallèle, il travaille pour France Inter comme correspondant. Puis en 1975, il est de nouveau muté par FR3, direction le Limousin Poitou Charentes, où il demeure trois ans. Suivent deux années en Guadeloupe, avant un retour sur Paris en avril 1980. De septembre à février 1981, il donne des cours d'animateur radio à l'Institut d'animation et de communication de Courbevoie (INACOM), où il a comme élève, entre autres, Guy Lecluyse, Alain Lapierre, Jean-Étienne Poirier, Pierre Moins et Pierre Fourniols.

#### La radio couleur
En juin 1981, il participe à la création et à l'avènement de RFM, en tant que rédacteur en chef-adjoint et assure le premier flash d'information de la "radio couleur" le 12 juillet. En 1983, il est engagé par Thierry Saussey, à Megawest, la radio de Rueil-Malmaison, qu'il quitte un an plus tard à l'appel de Patrick Meyer, pour réintégrer RFM, en tant que rédacteur en chef.

#### L'aventure Canal +
En 1984, il est l'un des 15 journalistes présents lors du lancement de Canal+ en compagnie de Jérôme Bonaldi, Danielle Askain, Anne de Coudenhove, Annie Lemoine, Marie-Christine Lux, Charles Biétry, Roger Zabel, Jérôme Lenfant, Philippe Dana, Jérôme Valcke et bien sûr Erik Gilbert. Durant 17 ans, il alterne flashes et journaux aux côtés de Michel Denisot, Philippe Gildas, Jean-Luc Delarue, Michel Field (et beaucoup d'autres). Rédacteur en chef-adjoint, chef du service politique, il assure également durant 5 ans des fonctions de juge aux Prud'hommes.
En 2001, il quitte Canal + et assure des chroniques touristiques sur BFM et judiciaires sur I-Télévision tout en animant débats, conventions et conférences. [réf. souhaitée]

### De 2006 à 2014: rédacteur en chef de Téléssonne
En 2006 il devient rédacteur en chef et directeur des programmes[réf. souhaitée] de Téléssonne, la télévision départementale de l'Essonne. Il y présente chaque après-midi une émission, avec des complices polémistes et des invités; une émission précédée d'un journal départemental. Il présente également deux fois par mois une émission politique et économique. La chaîne disparaît en 2014.

## Filmographie
Apparition
- 1995 : Les Trois frères, de Didier Bourdon et Bernard Campan
- 1998 : La Mort du Chinois de Jean-Louis Benoît